# 沈兆昌
沈兆昌（？—？），字聞大，號天目，浙江杭州府海宁县人。明末政治人物。

## 生平
崇祯九年（1636年）丙子科浙江乡试二十一名举人，崇祯十三年（1640年）庚辰科進士，吏部观政，授福建漳浦县知县，时黄道周予杖归里，讲学于乡，雅重兆昌。郑芝龙拥重兵驻海上，十分跋扈，諸位大員皆懼伏。芝龙派裨将至漳州徵饷，骑馬直入，氣焰囂張，道周骂道：「若一叛帅帐下儿，目不识沈令君天下男子耶？」掷其檄弗顾。芝龙怒，立嗾闽督劾兆昌去。
入清，朝廷以大理寺评事徵召，不起，筑“老圃堂”，隱居終身。